# 코마츠 나나
코마츠 나나(小松 菜奈, 1996년 2월 16일 ~ )는 일본의 배우이다. 도쿄도 출생으로, 야마나시현에서 성장. 스타더스트 프로모션 소속. 신장은 169cm, 혈액형은 O형이다. 배우자는 스다 마사키.

## 약력
2008년에 잡지 〈니코☆푸치〉로 데뷔. 이후 모델로 다양한 잡지에서 활약했다. 야마나시현의 데이쿄 다이산 고등학교에 다니면서 연예 활동을 양립시켜, 2014년 3월에 졸업. 고등학교 시절 치어리더부에 소속해 있어, 전국 고등학교 축구 선수권 대회의 응원으로 TV 중계에 비쳐 화제가 된 적도 있다.
2014년에 공개된 나카시마 테츠야 감독의 영화 《갈증.》 오디션에서 나카지마 감독에 발탁되어 주인공 야쿠쇼 코지의 딸 후지시마 카나코 역으로 본격적인 연기에 첫 도전하여 배우 데뷔. 《근거리 연애》에서 쿠루루기 유니 역, 《바쿠만》에서는 아즈마 미호 역할로 여주인공을 맡았다.
2016년 《물에 빠진 나이프》로 영화 첫 주연을 맡았다. 그리고 마틴 스코세이지 감독의 영화 《사일런스》에도 출연했다.
2016년 전후부터 샤넬의 브랜드 대사에 기용되기 시작, 2017년 5월 31일에 미쓰이 클럽에서 개최 된 샤넬의 2016-17년 메티에 다르(Mtiers d’art) 컬렉션 쇼에도 출연했다.
2019년 5월 영화 《굿바이, 입술》의 역할인 하루 역 명의로, 공연한 카도와키 무기와 듀오 〈하루레오〉를 결성해 미니 앨범 〈굿바이, 입술 (さよならくちびる)〉로 CD 데뷔. 이 영화에서의 연기가 평가되어 제41회 요코하마 영화제에서 여우주연상을 카도와키와 함께 수상했다. 또한 《온다》와 《폐쇄병동 -각자의 아침-》에서의 연기도 평가되어 제44회 호치 영화상에서 여우조연상을 수상했다.

## 개인사
2021년 11월 15일 이전에 《디스트럭션 베이비즈》, 《물에 빠진 나이프》, 《실: 인연의 시작》 등의 영화 작품에 출연해 온 배우 스다 마사키와의 결혼을 발표했다.

## 인물
- 코마츠가 성장한 지역은 야마나시현이지만[4] 아버지는 사가현, 어머니는 오키나와현 출신이다.[19] 형제는 오빠가 두 명 있다.[20]

- 사이가 좋은 모델은 촬영 현장에서 만난 emma. 두 명이서 함께 한국 여행에 갈 정도의 사이이다.[21] 여배우 세이노 나나와 사이가 좋고, 서로 이름이 〈나나〉이기 때문에 서로를 〈콧쨩〉(코마츠), 〈셋쨩〉(세이노)라는 애칭으로 부른다.[22] 또한 여배우 스기사키 하나와도 사이가 좋다.[23]

- 취미는 카메라 쇼핑. 샤넬의 대사로 파리를 방문했을 때 반드시 필름 카메라를 가지고 가서 도시의 풍경과 빛의 음영을 촬영하고 있다.[24]

- 특기는 춤과 플루트. 춤은 초등학교 3학년부터 중학교 3학년까지, 플루트는 중학교 시절에 배운 적이 있다.[25]

- 동경의 여배우는 아오이 유우.[26]

## 출연  작품
역할의 굵은 글씨는 주연작품

### 영화
| 개봉일자                                         | 제목                                                    | 역할                     | 배급사                                   |
| ------------------------------------------------ | ------------------------------------------------------- | ------------------------ | ---------------------------------------- |
| 2010년                                           | 비눗방울                                                | 나나                     | 니혼노우타 실행 위원회                   |
| 2013년                                           | 다녀왔습니다.                                           | 스미레                   | 코토리 필름                              |
| 2014년 6월 27일                                  | 갈증.                                                   | 후지시마 카나코          | 가가                                     |
| 2014년 10월 11일                                 | 근거리 연애                                             | 쿠루루기 유니 (히로인)   | 도호 영상 사업부                         |
| 2015년 6월 6일                                   | 예고범                                                  | 카에데                   | 도호                                     |
| 2015년 10월 3일                                  | 바쿠만.                                                 | 아즈키 미호              | 도호                                     |
| 2016년 2월 27일                                  | 쿠로사키 군의 말대로는 되지 않아                        | 아카바네 유우            | 쇼게이트                                 |
| 2016년 5월 7일                                   | 히어로 마니아 -생활-                                    | 테라사와 카오리          | 도에이 / 닛카츠                          |
| 2016년 5월 21일                                  | 디스트럭션 베이비즈                                     | 나나                     | 도쿄 테아토르                            |
| 2016년 11월 5일                                  | 물에 빠진 나이프                                        | 모치즈키 나츠메          | 가가                                     |
| 2016년 12월 17일                                 | 나는 내일, 어제의 너와 만난다                           | 후쿠쥬 에미 (히로인)     | 도호                                     |
| 2016년 12월 23일 (전세계) 2017년 1월 21일 (일본) | 사일런스                                                | 모니카                   | 파라마운트 픽쳐스 / KADOKAWA (일본 한정) |
| 2017년 8월 4일                                   | 죠죠의 기묘한 모험 -다이아몬드는 부서지지 않는다 제1장- | 야마기시 유카코 (히로인) | 워너 브라더스 영화                       |
| 2018년 3월 10일                                  | 언덕길의 아폴론                                         | 무카에 리츠코 (히로인)   | 도호 / 아스믹 에이스                     |
| 2018년 5월 25일                                  | 사랑은 비가 갠 뒤처럼                                   | 타치바나 아키라          | 도호                                     |
| 2018년 12월 7일                                  | 온다                                                    | 히가 마코토              | 도호                                     |
| 2019년 2월 22일                                  | 사무라이 마라톤                                         | 유키 히메 (히로인)       | 가가                                     |
| 2019년 5월 31일                                  | 굿바이, 입술                                            | 레오                     | 가가                                     |
| 2019년 11월 1일                                  | 폐쇄병동 -각자의 아침-                                  | 시마자키 유키            | 도에이                                   |
| 2020년 8월 21일                                  | 실: 인연의 시작                                         | 소노다 아오이            | 도호                                     |
| 2020년 11월 13일                                 | 사쿠라                                                  | 하세가와 미키 (히로인)   | 쇼치쿠                                   |
| 2021년 9월 10일                                  | 달빛 그림자                                             | 사츠키                   | SDP / 엘리펀트 하우스                    |
| 2021년 11월 12일                                 | 사랑하는 기생충                                         | 사나기 히지리            | KADOKAWA                                 |
| 2022년 3월 4일                                   | 남은 인생 10년                                          | 타카바야시 마츠리        | 워너 브라더스 영화                       |
| 2024년 5월 31일                                  | 우리들은.                                               | 미도리                   | 테츠야 토미나 필름                       |
| 2025년 8월 29일                                  | 8번 출구                                                |                          | 도호                                     |

### 텔레비전 드라마
| 방송일자                   | 제목                                            | 역할          | 방송사          |
| -------------------------- | ----------------------------------------------- | ------------- | --------------- |
| 2014년 10월 11일           | 근거리 연애~Season Zero~ 제12화                 | 쿠루루기 유니 | NTV             |
| 2015년 5월 16일 ~ 6월 6일  | 꿈을 주다                                       | 아베 유코     | WOWOW           |
| 2015년 12월 22일           | 쿠로사키 군의 말대로는 되지 않아                | 아카바네 유우 | NTV             |
| 2017년 2월 22일 ~ 3월 15일 | 스릴! 붉은 장 ~경시청 서무계 히토미의 사건부~   | 나카노 히토미 | NHK 종합        |
| 2017년 2월 26일 ~ 3월 19일 | 스릴! 붉은 장 ~변호사·시라이 신노스케의 대재앙~ | 나카노 히토미 | NHK BS 프리미엄 |

### WEB·전달 드라마
- dTV 오리지널 드라마 〈언덕 집의 사람들〉 (2016년 6월 4일 ~ , dTV) - 후카마루 유우코 역
- 사랑은 비가 갠 뒤처럼 ~포켓 속의 소원~ (2018년 5월 2일 ~ , GYAO!) - 다치바나 아키라 역

## 그 외 출연

### 다큐멘터리
- NHK 스페셜 〈쟈쿠츄 천재 화가의 수수께끼에 강요〉 (2016년 4월 24일, NHK) - 내레이션

### PV
- 이시이 안나 〈My Brand New Story〉 (2009년 10월 14일)
- RADWIMPS
  - 〈너와 양과 파랑 (君と羊と青)〉 (2011년 3월 9일)
  - 〈매정함 (そっけない)〉 (2018년 11월 12일)[28]
- plenty 〈사랑이라는 (あいという)〉 (2011년 12월 7일)
- 시이나 링고 〈자유로의 길동무 (自由へ道連れ)〉 (2012년 5월 16일)
- 챗몬치 〈컨비니언스 허니문 (コンビニエンスハネムーン)〉 (2012년 9월 12일)
- SALU 〈Goodtime〉[주 8] (2014년 5월 21일)[29]
- 시미즈 쇼타 〈SNOW SMILE〉 (2014년 11월 12일)
- androp 〈Yeah! Yeah! Yeah!〉 (2015년 6월 15일)
- Yoga Lin 〈천진유사 (天真有邪) (Spoiled Innocence)〉 (2016년 6월 16일)
- TOKYO CULTURE STORY 오늘 밤은 부기백 (今夜はブギー·バック)(smooth rap) (2016년 10월 21일)[30]
- never young beach 〈이별의 노래 (お別れの歌)〉 (2016년 12월 9일)
- Nissy 〈화 (花) cherie〉 (2017년 4월 19일) - 사나 역
- 체인스모커스·콜드플레이 〈Something Just Like This〉 (일본판 MV) (2017년 5월 25일)[31]
- JUJU 〈메트로 (メトロ)〉 (2018년 10월 31일)[32]
- 호시노 겐 〈Ain't Nobody Know〉 (2020년 1월 16일)
- Uru 〈지금 만나러 간다 (今 逢いに行く)〉 (2020년 7월 30일)[33]
- End of the World 〈Rollerskates〉 (2020년 11월 26일)

### 광고(CM)
- 와오 코포레이션 개별 지도 Axis (2009년 3월 ~ 2010년 3월)
- 도쿄 건물 도부 철도 브릴리아 아리아케 스카이 타워 (2010년 1월 ~ 9월)
- 파나소닉 모바일 커뮤니케이션즈
  - P-07C (2011년 6월 ~ 2012년 6월)
  - P-02D (2011년 11월 ~ 2012년 11월)
- 배스킨라빈스 코리아 〈파핑파핑 바나나〉편 (2010년 5월)
- 시세이도
  - FWB (2012년 12월)
  - 인터그레이트(INTEGRATE) (2015년 3월 ~ 2024년 6월)
  - 마쉐리(MA CHÉRIE) (2016년 ~ 2017년)
  - ANESSA (2022년 2월 ~ 2025년 2월)
- JR 동일본 워터 비지니스 FROM AQUA (2013년 3월)
- NTT 도코모 〈d비디오〉 (2013년 8월 ~ 2014년)
- 다이하츠 자동차 〈MOVE〉 (2014년 12월 ~ )
- 교토 기모노 유젠 (2014년 12월 ~ 2015년 11월)
- 아사히 음료 〈미츠야 사이다〉 (2015년 3월 ~ 2016년 2월)
- LINE 〈LINE MUSIC〉 (2015년)
- 롯데 〈스위츠 데이즈 유산균 쇼콜라〉 (2015년 10월 ~ 2019년)
- WOWOW 〈UEFA EURO 2016 마르셰〉 (2016년)
- ABC마트 〈아디다스 superstar 아날로그 레코드〉 편 (2016년 3월)
- 인터메스틱 Zoff 〈코마츠 나나·7변화〉 편 (2017년 4월)
- 기린 음료 〈맑음과 물〉 (2017년 5월 ~ 2018년 4월)
- 스미토모 생명보험 (2017년 8월 ~ 2018년 7월) - 우에다 히토미 역
- 에이레(AIRE) (2017년 11월 ~ )
- 선스타 Ora2 (2018년 3월)
- 아다스토리아 〈niko and ...〉 (2018년 3월 ~ 2020년)[34]
- Google Japan 〈Google 어시스턴트 그것은, Google에 시키려고.〉 편 (2018년 8월 ~ 2021년)
- Uber Eats (2020년 3월 ~ )
- 일본 코카-콜라 〈조지아 라테니스타 라떼〉·〈조지아 라테니스타 비타라테〉 (2020년 3월 ~ )
- 메이지 제과 〈가르보 초콜릿〉 (2021년 4월 ~ )
- 잭스 〈물 이상, 이야기를.〉 시리즈 (2022년 4월 5일 ~ 2025년 3월)
- 유니클로 〈22FW Life와 Wear/양털 코마츠 나나〉편 (2022년 10월)
- 라이온 〈소프란 Airis (에어리스)〉 (2023년 4월 6일 ~ )
- 하겐다즈 재팬 하겐다즈 아이스크림 〈오늘, 녹아 요일.〉편(2023년 4월 25일 ~ )
- 노무라 부동산 〈프라우드〉 (2024년 1월 1일 ~ )
- 메디컬 〈MYTREX REBIVE2〉・〈MYTREX REBIVE MINI XS2〉 (2024년 11월 22일 ~ )

### 기타·모델·이미지 캐릭터
- 핀에어 오로라 캠페인 (2011년 ~ 2012년)
- LaQua (2011년 ~ 2012년)
- 에이레(AIRE) 원데이 시엘 (2014년 ~ )[35]
- 샤넬 (2015년 ~ ) - 브랜드 앰배서더[13][14]
- BEAMS 창업 40주년 (2016년) - 이미지 캐릭터
- niko and... (2018년 ~ 2020년) - 브랜드 앰배서더
- Gentle Monster 2024 옵티컬 컬렉션 (2023년 ~ 2024년)

### 카탈로그
- haco. 〈FELISSIMO〉 (2010년 2월)
- nissen (2010년 4월 ~ )
  - Petit Berry
  - 레이디스
- 패션 워커 〈musse〉 (2010년 7월)
- 캔 〈SM2〉 (2010년 10월)
- 치소 〈후리소데 유메타치바나〉 (2011년 1월)
- 센슈카이 (2011년 9월)
  - 하트 다이어리
  - 라이프 스타일 인테리어
- mercibeaucoup (2011년 11월)
- CAROLINA GLASER (2012년 1월)
- W.P.C&Zippag (2012년 2월)
- AGAINST (2012년 2월)

## 서적

### 잡지
- 니코☆푸치 (2008년 ~ 2009년, 신초샤) - 전속 모델

### 사진집
- 은하---미소녀 로트 (2010년, 카와데 쇼보 신샤) ISBN 978-4309908939
- 디지털 사진집 〈PROTO STAR 코마츠 나나〉 (JUPIMAR) - 2013년 2월 ~ 11월까지 순차적으로 공개.
- 18: 코마츠 나나 first photo book (2014년, 후타바샤) ISBN 978-4575307504
- 눈의 나라의 백설공주 : 포토 시집 (시·타니가와 슌타 / 사진·tsukao 2014년, 파르코) ISBN 978-4865061000
- 디지털 사진집 〈엠마나나〉 (별책 PROTO STAR, JUPIMAR / 전편·후편 (2015년 3월 25일) - emma와의 콜라보
- Trabzon (2016년 3월 1일, SDP)[36] ISBN 978-4906953356

### 책 커버
- 나의 곁에서 함부로 행복해 주세요 (글 : 아오이 블루) (2015년 3월 20일, KADOKAWA / 츄케이 출판) ISBN 9784046011381

## 음반

### 미니 앨범
- 굿바이, 입술 (さよならくちびる) (2019년 5월 22일) - 카도와키 무기와 듀엣
  - 하루레오 명의 (영화 《굿바이, 입술》에서의 역할)[16]

## 수상 경력
| 연도   | 시상식                           | 부문                                   | 작품                                                                                          |
| ------ | -------------------------------- | -------------------------------------- | --------------------------------------------------------------------------------------------- |
| 2014년 | 제39회 호치 영화상               | 신인상                                 | 갈증.                                                                                         |
| 2014년 | 제38회 일본 아카데미상           | 신인 배우상                            | 갈증.                                                                                         |
| 2014년 | 제69회 마이니치 영화 콩쿠르      | 스포니치 그랑프리 신인상               | 갈증.                                                                                         |
| 2016년 | 제27회 일본 보석 베스트 드레서상 | 10대부문                               | 빈칸                                                                                          |
| 2016년 | 제8회 TAMA 영화상                | 최우수 신인배우상                      | 디스트럭션 베이비즈, 쿠로사키 군의 말대로는 되지 않아, 바쿠만., 히어로 마니아 -생활-          |
| 2016년 | 제38회 요코하마 영화제           | 최우수 신인상                          | 디스트럭션 베이비즈                                                                           |
| 2016년 | 제90회 키네마 준보 베스트 텐     | 신인 여자배우상                        | 물에 빠진 나이프, 디스트럭션 베이비즈, 쿠로사키 군의 말대로는 되지 않아, 히어로 마니아 -생활- |
| 2019년 | 제18회 뉴욕 아시안 영화제        | 스크린 인터내셔널 라이징 스타 아시아상 | 빈칸                                                                                          |
| 2019년 | 제44회 호치 영화상               | 여우조연상                             | 온다, 폐쇄병동 -각자의 아침-                                                                  |
| 2019년 | 제41회 요코하마 영화제           | 여우주연상                             | 굿바이, 입술                                                                                  |
| 2019년 | 제43회 일본 아카데미상           | 우수 여우조연상                        | 폐쇄병동 -각자의 아침-                                                                        |
| 2020년 | 제44회 일본 아카데미상           | 우수 여우주연상                        | 실: 인연의 시작                                                                               |
| 2021년 | 제30회 일본 영화 프로페셔널 대상 | 여우주연상                             | 사쿠라, 실: 인연의 시작                                                                       |

### 내용주
1. 1 2  스다 마사키와 공동 주연
2. ↑  오오이즈미 요와 공동 주연
3. ↑  카도와키 무기와 공동 주연
4. ↑  2020년 4월 24일 공개 예정이었지만, 코로나19 범유행의 여파로 인하여 연기되었다.[27]
5. ↑  하야시 켄토와 공동 주연
6. ↑  사카구치 켄타로와 공동 주연
7. ↑  마츠다 류헤이와 공동 주연
8. ↑  앨범 『COMEDY』수록곡.

### 참조주
1. 1 2  “공식 프로필”. 스타더스트 프로모션. 2015년 5월 5일에 확인함.
2. 1 2  “스다 마사키와 코마츠 나나가 결혼 「만난 무렵부터 변함없이 우리는, 전우이며, 마음의 지지」”. 영화나탈리. 2021년 11월 15일.
3. 1 2  다카쿠라 후미노리. “2015년 개성파 여배우·코마츠 나나의 사랑스러운 매력”. 《탤런트 파워 랭킹》. 아키텍트. 2015년 5월 5일에 원본 문서에서 보존된 문서. 2015년 5월 5일에 확인함.
4. 1 2  “【엔터】코마츠 나나씨 (여배우) 고교생에 돌아가고 싶다”. 《고교생 신문 온라인》. 2014년 10월 10일. 2018년 2월 11일에 확인함.
5. ↑  “고로고로”. 《코마츠 나나 공식 블로그 「고마츠 나나 일기」》. 2013년 4월 22일. 2014년 11월 2일에 원본 문서에서 보존된 문서. 2014년 10월 20일에 확인함.
6. ↑  “코마츠 나나, 고등학교 축구 중계 「미녀」로 화제가 된 과거! 당시의 상황은”. 마이 나비 뉴스. 2018년 5월 25일. 2021년 4월 10일에 확인함.
7. ↑  “「갈증」에서 마성의 소녀를 연기한 코마츠 나나 「감독에 『서투르다』고 말했다」”. Sankei Shimbun & SANKEI DIGITAL. 2014년 6월 28일. 2014년 10월 11일에 확인함.
8. ↑  “근거리 연애”. 《시네마 투데이》. 2017년 12월 28일에 확인함.
9. ↑  “영화 「근거리 연애」히로인 코마츠 나나의 모습은 진짜 “육식 여자””. 《스포니치 아넥스》. 2014년 10월 23일. 2017년 12월 28일에 확인함.
10. ↑  “바쿠만 - 영화·영상”. 《도호WEB SITE》. 2017년 12월 28일에 원본 문서에서 보존된 문서. 2017년 12월 28일에 확인함.
11. ↑  “영화 「바쿠만」아즈마 미호 역할에 코마츠 나나”. 《음악 나탈리》. 2014년 7월 14일. 2017년 12월 28일에 확인함.
12. ↑  “『스타워즈』에서 더 각성! 새로운 「전설」을 지원하는 4명의 남자에게 주목”. 《시네마 카페》. 2016년 1월 7일. 2016년 2월 22일에 확인함.
13. 1 2  “「샤넬」 크루즈 컬렉션 in 서울에서 유행, 유명 인사를 격 사진!”. 《ELLE》. 2015년 5월 8일. 2021년 6월 17일에 확인함.
14. 1 2  “코마츠 나나와 릴리 로즈 뎁 등 「샤넬」의 입장 손님을 체크!”. 《MODE PRESS》 (AFPBB News). 2016년 10월 5일. 2021년 6월 17일에 확인함.
15. ↑  “코마츠 나나, 나카죠 아야미가 「CHANEL」쇼에서 조니 뎁의 딸 릴리 로스와 경연”. 《모델프레스》 (인터넷 네이티브). 2017년 6월 1일. 2019년 12월 18일에 확인함.
16. 1 2  “코마츠 나나와 카도와키 무기가 CD 데뷔...더블 주연 영화 「굿바이, 입술」에서 연기한 기타 듀오 「하루레오」”. 《스포츠호치》 (호치신문사). 2019년 4월 18일. 2019년 4월 18일에 확인함.
17. ↑  “제41회 요코하마 영화제 2019년 일본 영화 개인상”. 요코하마 영화제 실행위원회. 2019년 11월 30일. 2020년 2월 2일에 확인함.
18. ↑  “【호치 영화상】”. 《스포츠호치》. 2019년 11월 28일. 2019년 12월 1일에 확인함.
19. ↑  “일본인”. 《코마츠 나나 공식 블로그 「코마츠 나나 일기」》. 2013년 9월 27일. 2014년 11월 2일에 원본 문서에서 보존된 문서. 2014년 10월 20일에 확인함.
20. ↑  “코마츠 나나 오빠에 「유치한 야한 유머」를 폭로되어 쓴웃음”. 《Smart FLASH》 (코분샤). 2019년 5월 29일. 2020년 10월 28일에 확인함.
21. ↑  “코마츠 나나, emma에게 “엠마나나” 뜨거운 키스 샷 선보여”. 《모델프레스》 (인터넷 네이티브). 2018년 4월 2일. 2019년 2월 26일에 확인함.
22. ↑  “코마츠 나나의 「족발」좋아에 세이노 나나 돈비키”. 《RBB TODAY》 (이도). 2018년 5월 19일. 2019년 12월 18일에 확인함.
23. ↑  “스기사키 하나 & 코마츠 나나의 화려한 2샷 「최강」 지금 가장 반짝이는 2명」의 소리”. 《모델프레스》 (인터넷 네이티브). 2018년 7월 18일. 2020년 10월 28일에 확인함.
24. ↑  “【코마츠 나나 인터뷰 】「진짜 좋아해서 몰래 모으고 있어요」”. 《DAILY MORE》 (슈에이샤). 2018년 12월 4일. 2021년 4월 22일에 확인함.
25. ↑  “【'14브레이크！우먼】동경은 아오이 유우! 코마츠 나나”. 《SANSPO.COM》 (산케이 디지털). 2014년 1월 8일. 2021년 4월 22일에 확인함.
26. ↑  “「나는 내일, 어제의 너와 만난다」후쿠시 소타 × 코마츠 나나 × 히가시데 마사히로”. 《영화 나탈리》 (나타샤). 2016년 12월 16일. 2021년 4월 22일에 확인함.
27. ↑  “「명탐정 코난」 「실」 「컨피던스 맨 JP」 등 토호 배급 작품이 공개 연기에”. 《cinemacafe.net》 (아이드). 2020년 4월 3일. 2020년 4월 9일에 확인함.
28. ↑  “RADWIMPS 새로운 AL에 Taka, 아이묭, 코마츠 나나 & 카미오 후주 출연의 신곡 PV 공개”. 《CINRA.NET》 (주식회사CINRA). 2018년 11월 13일. 2018년 11월 14일에 확인함.
29. ↑  “SALU신곡「Goodtime」PV에 코마츠 나나,  AKLO, SKY-HI 등이 출연”. 《musicman-net》. 2014년 4월 30일. 2016년 8월 28일에 원본 문서에서 보존된 문서. 2014년 5월 16일에 확인함.
30. ↑  “이케마츠 소스케 & 코마츠 나나도 출연! 40년간의 도쿄 문화를 응축한 MV를 빔이 발신”. 《cinemacafe.net》. 2016년 10월 21일. 2016년 10월 30일에 확인함.
31. ↑  “체인 스모커스, 코마츠 나나 주연 “Something Just Like This”의 일본판 MV 공개”. 《RO69》 (록킹온). 2017년 5월 25일. 2017년 5월 26일에 확인함.
32. ↑  “JUJU「메트로」MV에 코마츠 나나, 도시에서 일하는 여성 연기”. 《음악 나탈리》 (주식회사 나타샤). 2018년 10월 22일. 2018년 11월 14일에 확인함.
33. ↑  “Uru「지금 만나러 간다」MV에서 코마츠 나나가 흔들리는 여심 표현 첫 배달 라이브도 결정”. 《음악 나탈리》 (나타샤). 2020년 7월 31일. 2021년 6월 17일에 확인함.
34. ↑  “스다 마사키&코마츠 나나 「niko and ...」새로운 대사에! 「영화 같은」 WEB 동영상도 제작”. 《시네마 카페》 (이도). 2018년 2월 9일. 2018년 2월 16일에 확인함.
35. ↑  “네오 사이트 원데이 시엘 × 코마츠 나나 2014 스틸 촬영 메이킹 동영상”. 《YouTube》. Aire Inc. 2014년 4월 17일. 2021년 6월 17일에 확인함.
36. ↑  “코마츠 나나 사진집 「Trabzon」에서 “터키 소녀”에”. 《영화나탈리》 (주식회사나타샤). 2016년 1월 25일. 2016년 1월 25일에 확인함.